# روبرت الكسندر (سياسي)
روبرت الكسندر (بالإنجليزية: Robert Alexander)‏ هو محامي وسياسي أمريكي، ولد في 1740 في مقاطعة سيسيل في الولايات المتحدة، وتوفي في 20 نوفمبر 1805 في لندن في المملكة المتحدة.